# Samuel James Supalla
Samuel James Supalla (* 4. Dezember 1957 in Pasco, Washington) ist ein amerikanischer Gebärdensprachkünstler, Filmemacher und Linguist.
Supalla ist bekannt für seine Erzählkunst in American Sign Language (ASL), insbesondere für seine Erzählungen in The American Literature Series: For a Decent Living. Er ist Filmemacher und Linguist, „dessen Interesse der Forschung und Entwicklung der englischen Sprache im Zusammenhang mit gehörlosen Kindern gilt“ und der die Bedeutung einer natürlichen Gebärdensprache betont.

## Lebensbeginn
Supalla wurde am 4. Dezember geboren. Zu seiner Geburt sagte er: "Although, I really think of myself as being born around December 23rd with the help of my brother, Ted!" Ted Supalla hatte bei der Entwicklung seines Namenszeichens geholfen, das Samuel erst drei Wochen nach seiner Geburt bekam. Schon in sehr jungen Jahren begann er, anderen Namenszeichen zu geben. Seine Eltern waren beide taub und er hatte drei Brüder, zwei taube und einen schwerhörigen.
Bevor Samuel in die Schule kam, ging sein Vater oft mit der ganzen Familie zum Gehörlosenclub. Samuel selbst erinnert sich an die alten Geschichten und Theaterstücke, die in ASL aufgeführt wurden. Das Publikum im Club war fasziniert von diesen ASL-Geschichten.
Er machte seinen Abschluss an der Oregon School for the Deaf. Während der Vorschule und der Grundschule wurde den gehörlosen Schülern der Oralismus aufgezwungen, wobei Gebärden verboten war. Obwohl die Kinder nicht gebärden durften, taten sie es in ihren Schlafsälen.
“I had become a signing model for my peers during the early formative years. When Supalla went home, he made up stories about an imaginary white horse, and when he returned to school, he told his classmates. When the students visited his home, they would ask where the white horse was. I would have to lie and tell them that the white horse died. They were disappointed that they never got to see the white horse”.

## Talentwettbewerb
Als Supalla 15 Jahre alt war, wurde die Oregon School for the Deaf von der Gallaudet University eingeladen, an der National Association of the Deaf teilzunehmen. Vor einem Publikum aus Gallaudet-Studenten fand ein Talentwettbewerb statt. Supalla gewann den Wettbewerb.

## College
Nach der High School schrieb sich Supalla 1976 an der California State University Northridge ein und schloss sein Studium der Geschichte ab.
Während seiner Collegezeit wurde er als Teil der Unterhaltungsveranstaltung zu einer Konferenz über die Erforschung der ASL eingeladen. Dieses Engagement war der Beginn seiner beruflichen Laufbahn. Während dieser Zeit seines Lebens reiste er umher, um vor großem Publikum Live-Shows/Geschichtenerzählauftritte zu geben.
Er arbeitete auch als Forschungsassistent am Salk Institute for Biological Studies.
Sein nächster Schritt war, sich 1982 an der University of Illinois at Urbana-Champaign zu bewerben, wo er aufgenommen wurde und Pädagogik mit Schwerpunkt auf zweisprachiger Erziehung studierte. An der University of Illinois erhielt er seinen Master- und Doktortitel.

## Karriere
Nach seinem Abschluss an der University of Illinois wurde Supalla eine Stelle an der University of Arizona angeboten. Er nahm den Job an und zog 1989 nach Tucson, Arizona. An der Universität konzentriert er sich hauptsächlich auf Behinderten- und psychopädagogische Wissenschaften.
“His original work on how artificial English-based sign systems fail has led to a greater appreciation of American Sign Language (ASL) as a working language in terms of visual perception and processing.”
Supalla beschäftigt sich mit Fragen der Alphabetisierung im Zusammenhang mit dem Erlernen des Lesens und Schreibens in Englisch.
“In the case of deaf children, the need to develop a 'mother tongue' (e.g., ASL) is stressed in order to facilitate the learning of a second language (e.g., English) within the context of bilingualism.”
Supallas The Book Of Names Signs wurde 1992 veröffentlicht. Hier beschreibt er die Ursprünge der Namengebung in der ASL.
ASL-phabet ist ein von Supalla entwickeltes System. Es ist ein amerikanisches Gebärdensprachenwörterbuch in ASL für Kinder, das aus über 300 Gebärdenwörtern besteht, die Symbole wie Handform, Position und Bewegung enthalten. Es ist eine „primäre Quelle für Englisch für gehörlose Lernende“.
Supalla hat auch zu A Free Hand: Enfranchising the Education of Deaf Children beigetragen. Sein Beitrag befasst sich mit „der politischen Analyse des Konzepts des Reverse Mainstreaming und der Neudefinition der zweisprachigen Bildung für gehörlose Kinder, die in Kürze erscheinen wird.“